# Ogończyk czarnogardły
Ogończyk czarnogardły (Synallaxis castanea)  – gatunek małego ptaka z rodziny garncarzowatych (Furnariidae). Występuje w północnej części Ameryki Południowej – endemicznie w Wenezueli. W Czerwonej księdze gatunków zagrożonych IUCN klasyfikowany jest jako gatunek najmniejszej troski (LC, ang. Least Concern).

## Systematyka
Takson ten po raz pierwszy zgodnie z zasadami nazewnictwa binominalnego opisał angielski przyrodnik Philip Lutley Sclater w 1856 roku na łamach „The Annals and Magazine of Natural History including Zoology, Botany, and Geology”. Opis wykonał na podstawie spreparowanych skór z kolekcji Muzeum Brytyjskiego oraz egzemplarza z Menażerii Jardin des Plantes w Paryżu. Autor nadał mu nazwę Synallaxis castanea, a jako miejsce typowe podał okolice Caracas w Wenezueli. Badania molekularne wykazały, że jest najbliżej spokrewniony z ogończykiem jednobarwnym (Synallaxis unirufa). Jest gatunkiem monotypowym.

### Etymologia
- Synallaxis: gr. συναλλαξις sunallaxis, συναλλαξεως sunallaxeōs „wymiana, zamiana”[12].
- castanea: łac. castaneus – w kolorze kasztanowym, kasztanowobrązowy[6][13].

## Morfologia
Mały ptak o ciemnoczerwonobrązowych tęczówkach, niebieskoszarych nogach i stopach. Nie występuje dymorfizm płciowy. Dziób dosyć długi i cienki, czarniawy. Prawie jednolicie ubarwiony w kolorze jasnym rudym. Podbródek nieco jaśniejszy, gardło czarne. Pomiędzy nasadą dzioba a okiem czarniawa plamka. Jest bardzo podobny do ogończyka jednobarwnego, od którego różni się właśnie czarnym gardłem i 8 sterówkami (ogończyk jednobarwny ma ich 10). Osobniki młodociane są ciemniejsze i bardziej matowe, plama na gardle jest mniej widoczna, na głowie i dolnych częściach ciała pióra są ciemniejsze.

## Zasięg występowania
Ogończyk czarnogardły występuje w nadmorskich pasmach gór w północnej Wenezueli od stanu Aragua na wschód do stanu Miranda. Zasięg występowania (EOO, Extent of Occurrence) według szacunków organizacji BirdLife International obejmuje około 2,79 tys. km². Występuje w zakresie wysokości od 1300 do 2200 m n.p.m.

## Ekologia i zachowanie
Jego głównym habitatem są dolne warstwy obrzeży wilgotnych lasów górskich, lasów wtórnych, gęsty podszyt lasu mglistego, okolice dróg, a czasami skupiska bambusów z rodzaju Chusquea. Długość pokolenia jest określona na 3,05 roku. Ptak ten żeruje zazwyczaj w parach. Raczej nie jest spotykany pojedynczo. Niewiele wiadomo na temat diety ogończyka czarnogardłego. Składa się głównie ze stawonogów. Zaobserwowano, że podejmuje pokarm z liści i niewielkich gałęzi na wysokości 1–2 m nad poziomem gruntu.

### Rozmnażanie
Prawie nie ma informacji o rozmnażaniu i gniazdowaniu tego gatunku. Sezon lęgowy trwa od kwietnia do lipca.

## Status
W Czerwonej księdze gatunków zagrożonych IUCN ogończyk czarnogardły jest uznawany za gatunek najmniejszej troski (LC, ang. Least Concern). Wielkość populacji jest szacowana na więcej niż 2500, a mniej niż 10 000 dorosłych osobników, a gatunek ten określany jest jako pospolity. BirdLife International ocenia trend liczebności populacji jako stabilny ze względu na brak widocznych spadków populacji czy występowania istotnych zagrożeń.
BirdLife International wymienia 5 ostoi ptaków IBA, w których ten gatunek występuje, są to m.in.: Park Narodowy Macarao, Park Narodowy Waraira Repano (znany także jako Park Narodowy El Ávila), Park Narodowy Henri Pittier i Park Narodowy San Esteban.